# Diego Martín Galindo
Diego Martínez Galindo, meglio noto come Diego Martín (Murcia, 24 gennaio 1979), è un cantante spagnolo.

## Biografia e carriera
Pur essendo nato a Murcia, crebbe a Melilla. Il suo primo album Vivir no es sólo respirar ha ottenuto il disco d'oro, che in Spagna corrisponde ad almeno 50 000 copie vendute. Il singolo Déjame verte cantato in coppia con Raquel del Rosario, facente parte del gruppo El Sueño de Morfeo, è stato il suo maggior successo.

## Discografia

### Album
- 2005 - Vivir no es sólo respirar
- 2006 - Vivir no es sólo respirar (riedizione)
- 2007 - Puntos suspensivos
- 2010 - Melicia

### Singoli
- 2005 - A la hora de amar
- 2006 - Déjame verte (con Raquel del Rosario)
- 2006 - El final de cada día
- 2007 - Hasta llegar a enloquecer
- 2007 - Todo se parece a tí
- 2007 - Puestos a pedir
- 2008 - Ni frío, ni calor
- 2010 - Ruedan